# Pukë (okres)
Okres Pukë (albánsky Rrethi i Pukës) je jeden z 36 albánských okresů. Leží v kraji Skadar. Žije zde přibližně 34 000 obyvatel (odhad z roku 2004[zdroj?]), rozloha je 1 034 km². Nachází se v severní části země a jeho hlavním městem je Pukë. Dalšími městy v okrese jsou Iballe, Fierzë a Fushë-Arrëz. Od roku 2000 byly okresy v Albánii nahrazeny obcemi a okers Skadar byl rozdělen na obce Pukë a Fushë-Arrëz
Sídlí tu místní fotbalový klub KS Terbuni.